# بيرثا فيلبوتس
كانت ديم بيرثا سورتيس فيلبوتس (بالإنجليزية: Dame Bertha Surtees Phillpotts)‏ (مواليد 1877 - توفيت 1932) باحثة إنجليزية في اللغات الإسكندنافية، والأدب، والتاريخ، وعلم الآثار والأنثروبولوجيا.

## سيرتها
وُلدت بيرثا فيلبوتس في بيدفورد في يوم 25 أكتوبر من عام 1877. كان والدها جيمس سورتيس فيلبوتس (1839 – 1930) ناظرًا لمدرسة بيدفورد وذو دور فعال في تحويلها من مدرسة ثانوية مغمورة نسبيًا إلى مدرسة عامة ذات مرتبة عالية. كانت والدتها ماريان هيدفيلد فيلبوتس المولودة تحت اسم كوردري (1843 – 1925)، مختصة في اللسانيات. بعد أن تلقت كل تعليمها الأساسي في المنزل، كسبت بيرثا منحة فايفر للدراسة في كلية غيرتون في جامعة كامبريدج، حيث درست اللغات القروسطية والحديثة، والنوردية القديمة، والكلتية. تخرجت عام 1901 حائزة على مرتبة الشرف الأولى. ثم حصلت على منحة فايفر الجامعية التي مكنتها من السفر إلى آيسلندا وكوبنهاغن سعيًا إلى متابعة أبحاثها. عملت بين عامي 1906 و1909 بصفة أمينة مكتبة في كلية غيرتون. فازت في عام 1911 بجائزة غامبل لمقالتها دراسات في التاريخ اللاحق للمتقاربات التيوتونية. في عام 1913، أصبحت أول زميلة بحث للسيدة كارلايل في كلية سمرفيل في أوكسفورد.
أثناء الحرب العالمية الأولى، عملت لبعض الوقت في المفوضية الإنجليزية في ستوكهولم، على أساس تطوعي إلى حد كبير. كان أخوها أوين سورتيس فيلبوتس ملحقًا تجاريًا في المفوضية. طُلبت خدمات بيرثا فيلبوتس من قبل رئيس البعثة السير إيسميه هاورد، وتولّت أعمالًا كهنوتية وبحثية له.
كان أخو بيرثا فيلبوتس الأكبر برايان سورتيس فيلبوتس («برو») ضابطًا تابعًا للمهندسين الملكيين قدم خدماته في الحرب العالمية الأولى وأصيب إصابة قاتلة أثناء مهمةٍ بالقرب من يبر في سبتمبر من عام 1917. كانت أختها الصغرى مارجري سورتيس فيلبوتس، قائدة لفريق هوكي السيدات الإنجليزي وتزوجت بويليام سيلي غوسيت.
شغلت بيرثا فيلبوتس منصب رئيس كلية ويستفيلد بين عامي 1919 و1921، وكانت عضوًا في مجلس الكلية من عام 1922 حتى عام 1932. أصبحت مديرة كلية غيرتون في عام 1922، خلفًا لكاثرين جيكس بليك (1860 – 1951) التي تصادف أن تكون قريبتها من الدرجة الأولى (ابنة خالتها هينرييتا كوردري وتوماس جيكس بليك، ناظر مدرسة الركبي في وقت ما). شغلت هذا المنصب حتى عام 1925، حينما استقالت عقب وفاة والدتها للتفرغ لرعاية والدها المسنّ الذي كان يعيش في دار للمسنين في تونبريدج ويلز. مع ذلك، اختيرت لزمالة بحث وتابعت طريقها لتصبح زميلة نشطةً في الجامعة، متنقلة بين تونبريدج ويلز وكامبريدج في سيارتها من طراز موريس كاولي التي سمّتها فريدا.
كانت مديرة للدراسات الإسكندنافية ومحاضرة جامعية في كلية غيرتون من عام 1926 وحتى وفاتها في عام 1932.
اختيرت بيرثا فيلبوتس في عام 1922 (وكانت العضو المؤنث الوحيد) لتكون ضمن اللجنة القانونية لجامعة كامبريدج. بقيت عضوًا فيها حتى استقالتها من منصبها في كلية غيرتون في عام 1925. وشغلت من عام 1926 حتى عام 1931 منصب عضو في اللجنة القانونية لجامعة لندن.
تضمنت أبحاث بيرثا فيلبوتس الموسعة ترجمات لقصص آيسلندية قديمة ودراسات على تأثير النوردية القديمة والآيسلندية على اللغة الإنجليزية. اشتُهرت على وجه الخصوص بنظريتها حول الدراما الشعائرية بوصفها خلفية لقصائد الإيدا.
في يونيو من عام 1931، وقتما كانت في صحة متدهورة أصلًا، تزوجت فيلبوتس من صديق قديم العهد وزميل أكاديمي في كامبريدج، عالم الفيزياء الفلكية والمدرّس هيو فرانك نيوال، الحاصل على درجة زمالة في المجتمع الملكي. توفيت في كامبريدج في يوم 20 يناير من عام 1932.
دُفنت بيرثا فيلبوتس (تحت اسم بيرثا سورتيس نيوال) إلى جانب والديها في مقبرة تونبريدج ويلز، بينما دُفن هيو فرانك نيوال مقبرة الصعود الأبرشية في كامبريدج.

## وصلات خارجية
- الأوراق الشخصية لبيرثا فيلبوتس (بالإنجليزية)
- بيرثا فيلبوتس على موقع فايند أغريف